# Agnes Jebet Ngetich
Agnes Jebet Ngetich (23 de enero de 2001) es una deportista keniana que compite en atletismo, especialista en las carreras de fondo y de campo a través.
Ganó tres medallas en el Campeonato Mundial de Campo a Través, en los años 2023 y 2024. En abril de 2025 estableció una nueva plusmarca mundial de los 10 km en ruta (29:27).

## Palmarés internacional
| \| Campeonato Mundial \| Campeonato Mundial \| Campeonato Mundial \| Campeonato Mundial \| \| Año \| Lugar \| Medalla \| Prueba \| \| ------------------ \| -------------------- \| ------------------ \| ------------------ \| \| 2023 \| Bathurst (Australia) \| Medalla de oro \| Equipo \| \| 2023 \| Bathurst (Australia) \| Medalla de bronce \| Individual \| \| 2024 \| Belgrado (Serbia) \| Medalla de oro \| Equipo \| |                      |                   |            |
| Campeonato Mundial |                      |                   |            |
| Año | Lugar                | Medalla           | Prueba     |
| 2023 | Bathurst (Australia) | Medalla de oro    | Equipo     |
| 2023 | Bathurst (Australia) | Medalla de bronce | Individual |
| 2024 | Belgrado (Serbia)    | Medalla de oro    | Equipo     |